# Horst Richter (Wirtschaftswissenschaftler)
Walter Horst Richter (* 26. Dezember 1931 in Langenchursdorf; † 16. April 2021 in Freiberg) war ein deutscher Ökonom.

## Leben
Der Sohn von Walter Richter (Fabrikarbeiter) und Elsa Richter geb. Resch (Hausfrau) studierte von 1951 bis 1956 an der Staatlichen Lomonossow-Universität Moskau, Ökonomische Fakultät, mit dem Abschluss Staatsexamen Dipl.-Wirtschaftler. Nach der Promotion 1962 zum Dr. rer. oec. an der wirtschaftswissenschaftlichen Fakultät der KMU bei Albrecht Heinze und Heinz Joswig und der Habilitation 1968 zum Dr. rer. oec. habil. an der wirtschaftswissenschaftlichen Fakultät der KMU bei Albrecht Heinze und Hans Luft war er von 1969 bis 1990 ordentlicher Professor für Politische Ökonomie des Sozialismus.
Von der Hochschule für Ökonomie Berlin wurde ihm 1988 die Ehrenpromotion zum Dr. oec. h. c. verliehen. Im Neuen Deutschland wurde er dabei als „verdienstvolle[r] Politökonom[...], Hochschullehrer und Propagandist[...] des Marxismus-Leninismus, der in der DDR und im sozialistischen Ausland hochgeschätzt wird“, bezeichnet.

## Ehrungen
- 1967 Ehrennadel der Karl-Marx-Universität.
- 1969 Ehrennadel der DSF (Gold).
- 1973 Vaterländischer Verdienstorden (Bronze).
- 1976 Artur-Becker-Medaille (Gold).
- 1976 Orden Banner der Arbeit (Stufe I).
- 1987 Pestalozzi-Medaille für treue Dienste (Gold).
- 1988 Verdienstmedaille der DDR

## Mitgliedschaften
- Mitglied im Rat für wirtschaftswissenschaftliche Forschung bei der Akademie der Wissenschaften der DDR zu Berlin
- Mitglied im Rat für Politische Ökonomie des Sozialismus beim Institut für Gesellschaftswissenschaften beim ZK der SED 1976–1990
- Mitglied im Wissenschaftlichen Rat der Rosa-Luxemburg-Stiftung e. V. seit 1994

## Schriften (Auswahl)
- mit Albrecht Heinze: Lenins Kampf gegen den Revisionismus (Vortrag anlässlich des 90. Geburtstag von Wladimir I. Lenin). Verlag Enzyklopädie, Leipzig 1960.
- Einige Probleme aus Lenins Kampf gegen den Revisionismus in der politischen Ökonomie des Kapitalismus und ihre gegenwärtige Bedeutung. Leipzig 1962. (Dissertation A. 2. Januar 1962 KMU Leipzig)
- mit Albrecht Heinze: Multimillionäre, Minister, Militaristen. Der staatsmonopolistische Kapitalismus und die Militarisierung in Westdeutschland. Berlin 1963, OCLC 73443600.
- mit Rolf Sieber; Die Herausbildung der marxistischen politischen Ökonomie. Dietz Verlag, Berlin 1969.
- mit Manfred Hentzschel und Kurt Stingl: Grundfragen der Konsumgüterpreisbildung und -entwicklung. Verlag die Wirtschaft, Berlin 1971.
- mit Dietmar Keller: Die Bildung der UdSSR – ein welthistorisches Ereignis in der Geschichte des 20. Jahrhunderts. Vortrag anläßlich des 50. Gründungstages der UdSSR auf einer Festveranstaltung der SED-Kreisleitung der Karl-Marx-Universität, des Rektors und des Wissenschaftlichen Rates der Karl-Marx-Universität. Karl-Marx-Universität, Leipzig 1973. (=Leipziger Universitätsreden. N.F. 34)
- mit Nikolai Kolesow und Holger Stein: Der Industriebetrieb in der sozialistischen Volkswirtschaft. Verlag die Wirtschaft, Berlin 1974. (2. erw. Ausgabe 1977)
- mit Waldfried Schließer: Die Warenproduktion im Sozialismus. Dietz Verlag, Berlin 1977. (1986, ISBN 3-320-00721-1)
- 120 Jahre „Grundrisse der Kritik der politischen Ökonomie“. Karl-Marx-Vortrag, gehalten am 11. Mai 1978 im Festsaal des Alten Rathauses, Leipzig. Leipzig 1979, OCLC 256414278.
- Hrsg.: Politische Ökonomie des Kapitalismus und des Sozialismus. Dietz Verlag, Berlin 1979.
  - Hrsg.: Politische Ökonomie des Kapitalismus und des Sozialismus. Lehrbuch für das marxistisch-leninistisches Grundlagenstudium. 14., vollst. überarb. Aufl.,  Dietz Verlag, Berlin 1988, ISBN 978-332001-1833
- Ware-Geld-Beziehungen und Kombinate. Verlag Die Wirtschaft, Berlin 1983.
- Musste die Perestroika scheitern? Analysen und Dokumente. Leipzig 2009, ISBN 978-3-89819-329-0.
- Jelzin und die Oligarchen. Die ursprüngliche Akkumulation des Kapitals in Russland heute. Rosa-Luxemburg-Stiftung Sachsen, Leipzig 2010. ISBN 978-3-89819-354-2.(=Diskurs. Streitschriften zu Geschichte und Politik des Sozialismus Heft 37 Digitalisat)
- Die Politische Ökonomie des Sozialismus – eine Fehlleistung der Marxistischen Wirtschaftstheorie?. In: Diskurs Strei9schriften zu Geschichte und Politik des Sozialismus. Heft 38. Leipzig 2012, S. 9 ff. Digitalisat
- Zerfall und Untergang eines Imperiums. Die letzten Jahre der UdSSR. Diskurs Heft 39. Schriften zu Geschichte und Politik des Sozialismus. Heft 39. Leipzig 2013. ISBN 978-3-89819-397-9 Digitalisat
- Zum Andenken an Prof. Dr. Jutta Seidel. Autor: Peter Porsch, Manfred Neuhaus, Konstanze Caysa, Volker Caysa, Siegfried Kätzel, Horst Richter, Kurt Schneider, Harald Koth, Annelies Laschitza, Ursula Herrmann, Ursula Wittich, Klaus Kinner, Gerd Callesen, Günter Benser, Harry Stein und Volker Külow. Rosa-Luxemburg-Stiftung Sachsen, Leipzig 2017, S. 22 bis 27-. ISBN 978-3-947176-03-8 Digitalisat